# Герои и Злодеи
«Геро́и и Злоде́и» — четвёртый студийный альбом российской панк-рок-группы «Король и Шут». Записан в конце 1999 — начале 2000 года на студии «Добролёт» в Санкт-Петербурге. Выпущен 13 апреля 2000 года.

## История создания
Название альбома было навеяно книгой, которую подарила группе одна поклонница. В этой книге объяснялось, что все исторические персонажи, которые в своё время являлись объектами народного обожания – разбойники, воры, Робин Гуды, флибустьеры – на самом деле были не героями, а настоящими злодеями.
В период записи альбома группа проводила на гастролях по несколько месяцев в году, поэтому работа над «Героями и Злодеями» была завершена в рекордно короткие сроки. В данный альбом, в отличие от предыдущих работ группы, вошли всего 13 песен, причём к композиции «Воспоминания о былой любви» Андрей Князев даже не успел написать текст, и она вошла в альбом в качестве инструментальной. Музыканты не успевали доработать ни тексты, ни аранжировки, так как альбом нужно было сделать к определённому сроку. Первой песней альбома должна была стать композиция «Ели мясо мужики», но по контракту она могла присутствовать только в одноимённом концертном альбоме. Позже, в 2001 году, студийная версия данной композиции была включена в сборник «Собрание» в качестве бонус-трека.
Запись проводилась на студии «Добролёт». Группа пыталась приблизиться к современному звучанию западного панк-рока. Звукорежиссёром данного альбома стал гитарист группы «Алиса» Евгений Лёвин. По словам Андрея Князева, вокал в данном альбоме недоработан, потому что Лёвин, будучи гитаристом, наибольшее внимание уделял звучанию гитар. К тому же группа не отдала Лёвину альбом на мастеринг, хотя он просил взять его с собой – у него изначально были свои идеи по мастерингу. Вместо этого музыканты отправили альбом на мастеринг в Москву. По словам Князева, «в Москве альбом попал не в те руки, и по звуку альбом запороли». Также группе не понравилось оформление альбома, в котором он был выпущен. По словам Андрея Князева, для массового слушателя альбом оказался провальным. Тем не менее, группа достаточно хорошо воспринимает альбом «Герои и Злодеи».
Альбом был выпущен в двух вариантах: обычном и подарочном (с буклетом и слип-кейсом).

## Список композиций
Все тексты написаны Андреем Князевым.
| №   | Название                                    | Музыка          | Длительность |
| --- | ------------------------------------------- | --------------- | ------------ |
| 1.  | «Дед на свадьбе»                            | Андрей Князев   | 4:46         |
| 2.  | «Запрет отца»                               | Михаил Горшенёв | 3:31         |
| 3.  | «Кузнец»                                    | Михаил Горшенёв | 2:59         |
| 4.  | «Разговор с гоблином»                       | Михаил Горшенёв | 2:32         |
| 5.  | «Вор, граф и графиня»                       | Михаил Горшенёв | 2:55         |
| 6.  | «Что видел малыш?»                          | Михаил Горшенёв | 3:27         |
| 7.  | «Невеста палача»                            | Михаил Горшенёв | 4:22         |
| 8.  | «Мастер приглашает в гости»                 | Михаил Горшенёв | 3:15         |
| 9.  | «Бродяга и старик»                          | Андрей Князев   | 4:08         |
| 10. | «Смерть халдея»                             | Михаил Горшенёв | 3:39         |
| 11. | «Помнят с горечью древляне»                 | Михаил Горшенёв | 3:56         |
| 12. | «Про Ивана»                                 | Андрей Князев   | 2:37         |
| 13. | «Воспоминания о былой любви» (Инструментал) | Михаил Горшенёв | 2:59         |

## Переиздания
Альбом «Герои и Злодеи» переиздавался 2 раза: в 2001 году на лейбле «Столица Продакшн» с двумя бонус-треками
| №   | Название                   | Длительность |
| --- | -------------------------- | ------------ |
| 14. | «Лесные разбойники» (Live) | 3:04         |
| 15. | «Паника в селе» (Live)     | 3:26         |

и в 2002 году на лейбле «Центр Музыкального Сервиса» с бонус-треками
| №   | Название                   | Длительность |
| --- | -------------------------- | ------------ |
| 14. | «Лесные разбойники» (Live) | 4:10         |
| 15. | «Паника в селе» (Live)     | 3:26         |

В обоих случаях была незначительно изменена обложка альбома.
Материал из личного архива Александра "Балу" Балунова (Переиздание 2022 года).
| №   | Название                                          | Длительность |
| --- | ------------------------------------------------- | ------------ |
| 14. | «Помнят с горечью древляне» (Акустическая версия) | 3:43         |
| 15. | «Медведь» (Индастриал версия)                     | 3:34         |

## Участники записи
Группа «Король и Шут»:
- Михаил Горшенёв (Горшок) — вокал, музыка (кроме 1,9,12)
- Андрей Князев (Князь), Ушаков, Олег Борисович  — вокал, стихи, музыка (1,9,12)
- Александр Балунов (Балу) — бас-гитара, бэк-вокал
- Яков Цвиркунов (Яша) — гитара, бэк-вокал
- Александр Щиголев (Поручик) — ударные
- Мария Нефёдова (Маша) — скрипка

Приглашённые музыканты:
- Максим Юрак (группа «Пилот») — скрипка
- Александр Гордеев (группа «Разные Люди») — губная гармоника
- Сергей Чиграков (группа Чиж & Co) — акустическая гитара

## Достижения
11-я песня с этого альбома «Помнят с горечью древляне» долгое время занимала высокие позиции в альтернативных музыкальных хит-парадах.